# Jofre do Rego Castelo Branco
Jofre do Rego Castelo Branco (Miguel Alves, 4 de novembro de 1918 - ?) é um militar e político brasileiro que foi prefeito de Teresina.

## Dados biográficos
Filho de Alípio do Rego Castelo Branco e Antônia da Silva Lopes. Professor do Liceu Piauiense (Colégio Estadual Zacarias de Góes), oficial da reserva do Exército Brasileiro e coronel da Polícia Militar do Piauí, comandou interinamente a corporação em agosto de 1963. Foi presidente do Jóquei Clube do Piauí, da Sociedade Esportiva Tiradentes e da Federação de Futebol do Piauí.
Sua passagem da vida militar para a política aconteceu após a edição do Ato Institucional Número Três, instrumento que permitiu sua nomeação para o cargo de prefeito de Teresina em 1967 sendo substituído por Bona Medeiros dois anos mais tarde. Como prefeito foi o responsável pela preparação e início de implantação do primeiro plano diretor de desenvolvimento (Plano de Desenvolvimento
Local Integrado) de Teresina.
Após deixar o Palácio da Cidade, foi eleito vereador de Teresina pela ARENA em 1970, 1972 e 1976, e ungido presidente da Câmara Municipal nos biênios de 1973/1975 e 1977/1979. Em 1982 foi eleito primeiro suplente de vereador pelo PDS, sendo efetivado com a eleição de Fernando Monteiro para deputado estadual em 1986 e empossado em 30 de janeiro de 1987. Candidato a reeleição no ano seguinte, não obteve êxito.

## Reconhecimento
Em 2012, um dos viadutos de Teresina recebeu o seu nome, assim como uma das avenidas e a escola CMEI Jofre do Rego Castelo Branco - SEMEC.